# 50718 Timrobertson
50718 Timrobertson è un asteroide della fascia principale. Scoperto nel 2000, presenta un'orbita caratterizzata da un semiasse maggiore pari a 2,6218664 au e da un'eccentricità di 0,1180569, inclinata di 14,17552° rispetto all'eclittica.